# Paracletus
Paracletus je peti studijski album francuskog avangardnog black metal-sastava Deathspell Omega. Album su 8. studenog 2010. godine objavile diskografske kuće Norma Evangelium Diaboli i Season of Mist. 

## O albumu
Ovo je treći i konačni nastavak metafizičke trilogije albuma sastava koji predstavljaju Boga, Vraga i Čovjeka (prethodni su dijelovi trilogije albumi Si Monvmentvm Reqvires, Circvmspice i Fas – Ite, Maledicti, in Ignem Aeternum).
Naziv paracletus latinizirani je oblik grčke riječi παράκλητος (parákletos), koja u prijevodu znači tješitelj te je drugi izraz za Duha Svetog.
Na Paracletusu sastav nastavlja eksperimentirati, kao što je to činio na svim prethodnim glazbenim radovima od 2004. godine. Skladbe se uglavnom nastavljaju jedna na drugu, zvučeći više kao stavci većeg djela nego kao pojedinačne pjesme, iako su prisutne kratke pauze između pjesama 3 i 4 te 5 i 6. Season of Mist oko tri je tjedna prije objave samog albuma objavio pjesmu "Devouring Famine" te je omogućio da se besplatno preuzima s interneta.

## Popis pjesama
| 1.    | »Epiklesis«                   | 1:42 |
| 2.    | »Wings of Predation«          | 3:43 |
| 3.    | »Abscission«                  | 6:07 |
| 4.    | »Dearth«                      | 3:47 |
| 5.    | »Phosphene«                   | 7:03 |
| 6.    | »Epiklesis«                   | 3:06 |
| 7.    | »Malconfort«                  | 4:57 |
| 8.    | »Have You Beheld the Fevers?« | 2:59 |
| 9.    | »Devouring Famine«            | 5:09 |
| 10.   | »Apokatastasis Pantôn«        | 4:01 |
| 42:34 |                               |      |

## Recenzije
Phil Freeman, glazbeni kritičar sa stranice AllMusic, dodijelio je albumu četiri i pol od pet zvjezdica te je izjavio: "Francuski su black metal mistici [pod imenom] Deathspell Omega vrlo tajnoviti. Ne odlaze na turneje, postava sastava čisto je teorijska (jer nikad nije bilo fotografija njegovih članova) i ne daju intervjue. Sve što žele reći kažu svojom glazbom, koju čini spoj agresivnosti black metala i kompozicijske složenosti stravičnih prog sastava iz 1970-ih kao što su Van der Graaf Generator i Univers Zero, pogotovo potonja grupa. Ovaj je album završetak trilogije koja je započela [albumom] iz 2004. godine pod imenom Si Monvmentvm Reqvires, Circvmspice (latinski: "Ako tražiš njegov spomenik, pogledaj oko sebe") te koja se nastavila na [albumu] iz 2007. godine Fas - Ite, Maledicti, in Ignem Aeternum (latinski: "Prema božanskom zakonu, idite, vi prokleti, u vječnu vatru"); svrha [trilogije] bila je ozbiljna rasprava o kršćanskoj teologiji -- Bog protiv Sotone -- uz pomoć dubokog znanja tekstova. Ovi momci ne samo da su pročitali svoje Biblije, već su pročitali i mnogogodišnju količinu teoloških interpretacija i rasprava; iako se rugaju kršćanstvu, to čine iz perspektive potpuno informiranog poštovanja, u konačnici naizgled zaključujući da je biti čovjekom istovjetno biti sotonistom i da Bog zahtijeva da se odreknemo vlastite urođene prirode. Naravno, ništa od ovoga nije bitno osim ako glazba ispunjava svoju svrhu. Ako zvukovi nisu zanimljivi, grupa bi slobodno mogla pretvoriti tekstove pjesama u pamflet tako da se o njemu može raspravljati i iščitavati ga. S glazbenog gledišta ovo je najkonvencionalniji album Deathspell Omege od njezinih ranih, predtrilogijskih izdanja. Vrlo je agresivan; gitare s vremena na vrijeme izvode post-punk disonance, ali ženski vokali i zborski interludiji koji su obilježili Si Monumentum nisu više prisutni, kao ni prijelazi stravične polutišine. Ritmička složenost i zapetljane skladbe s prethodna dva albuma još uvijek postoje, ali glazba je konstantno brza, deset je pjesama teološke rasprave prepuno bučnih rifova i kažnjavajućih bubnjeva s vokalima koji krešte na engleskom, francuskom, latinskom i možda tu i tamo na još kojem jeziku. Deathspell Omegu čine veliki mislioci black metala i ako ovo nije njihovo remek-djelo (to bi bio prvi ili drugi njegov prethodnik), izvanredna je kapa velikom višedijelnom umjetničkom djelu".

## Zasluge
Deathspell Omega
- Hasjarl – gitara
- Khaos – bas-gitara
- Mikko Aspa – vokali

Dodatni glazbenici
- Spica – vokali (na francuskom jeziku)